# 斯維里高地
斯維里高地是白俄羅斯的高地，位於該國西北部，長70公里、寬0.5至4.5公里，海拔高度165至185米，最高點海拔高度210米，該地區30%土地可用來耕作。